# Iridopsis rupertata
Iridopsis rupertata är en fjärilsart som beskrevs av Felder 1875. Iridopsis rupertata ingår i släktet Iridopsis och familjen mätare. Inga underarter finns listade i Catalogue of Life.